# Opisthoxia griseolimitata
Opisthoxia griseolimitata är en fjärilsart som beskrevs av Paul Dognin 1913. Opisthoxia griseolimitata ingår i släktet Opisthoxia och familjen mätare. Inga underarter finns listade i Catalogue of Life.